# Gonomyia luteipleura
Gonomyia luteipleura là một loài ruồi trong họ Limoniidae. Chúng phân bố ở miền Cổ bắc.